# Tống Thái Tông
Tống Thái Tông (chữ Hán: 宋太宗, 20 tháng 11 năm 939 - 8 tháng 5 năm 997), tên húy Triệu Quýnh (趙炅), là vị Hoàng đế thứ hai của triều đại Bắc Tống trong lịch sử Trung Quốc, ở ngôi từ năm 976 đến năm 997, tổng cộng 21 năm.
Triệu Quang Nghĩa là em trai của hoàng đế khai quốc Triệu Khuông Dận. Vào năm 960, khi Triệu Khuông Dận đưa quân đến Trần Kiều, Triệu Quang Nghĩa cùng Triệu Phổ và quân sĩ lấy lý do hoàng đế Hậu Chu còn nhỏ tuổi, khoác hoàng bào lên người Khuông Dận, khuyến khích ông lên ngôi hoàng đế; sáng lập vương triều Tống. Sau khi Nhà Tống thành lập, Triệu Quang Nghĩa nhận phong tước Tấn vương, Kinh Triệu doãn, và được thái hậu Đỗ thị chỉ định là người kế vị. Năm 976, nhân dịp vào cung, Quang Nghĩa bí mật giết chết anh mình rồi soán ngôi hoàng đế.
Tống Thái Tông tiếp tục thực hiện sách lược thống nhất "trước nam sau bắc" của Thái Tổ, bức hai nước Ngô Việt, Thanh Nguyên phải nạp đất quy phục. Năm 979, ông phát động chiến dịch tiêu diệt Bắc Hán, thống nhất đất nước Trung Quốc sau hơn nửa thế kỉ chia cắt. Tiếp đó, liên tục hai lần vào các năm 979 và 986, Thái Tông đem quân bắc phạt đánh Liêu hòng thu phục 16 châu Yên, Vân nhưng thất bại thảm hại. Lại một lần vào năm 981, Nhà Tống tấn công Đại Cồ Việt ở phía nam, song không thành công.
Tuy thất bại trên lĩnh vực quân sự, song Tống Thái Tông có nhiều điểm nổi bật trong việc dụng văn trị nước. Tống Thái Tông là vị hoàng đế năng động và chăm chỉ, ông khiến cho đất nước được thịnh vượng và phát triển. Ông là người sáng lập, tu bổ và hoàn thiện các quy chế của Nhà Tống, đó chính là cơ sở để thiết lập chế độ chính trị, quân sự, văn hóa và kinh tế của Nhà Tống. Để tránh có kết cục như Nhà Đường, ông bắt đầu chính sách cắt giảm quyền lực của các Tiết độ sứ, thu gom về trung ương. Ngoài ra, để củng cố ngôi vị của mình, Thái Tông đã giết hại hai người con trai của Thái Tổ và bức chết người em trai là Triệu Đình Mỹ, dọn đường sau này truyền ngôi cho con cháu.

## Thân thế và thời trẻ
Tống Thái Tông tên thật là Triệu Khuông Nghĩa (趙匡義), sau có tên Triệu Quang Nghĩa (趙光義), tên tự là Đình Nghi (廷宜), chào đời vào ngày 20 tháng 11 năm 939, tức là ngày 7 tháng 10 ÂL năm Thiên Phúc thứ tư đời Hậu Tấn Cao Tổ ở quan xá Tuấn Nghi, Đông Kinh. Phụ thân của ông là Triệu Hoằng Ân, viên quan cấp cao trong triều đình Hậu Chu. Khuông Nghĩa là con trai thứ ba trong gia đình, trên ông còn có đại huynh Quang Tế chết sớm, nhị huynh là Khuông Dận, tức Tống Thái Tổ, dưới là lão tứ Đình Mĩ và thứ năm là Quang cũng chết sớm.
Trước kia, khi thái hậu Đỗ thị mang thai Khuông Nghĩa, từng nằm mộng thấy có vị thần nhân đưa mặt trời cho mình, sau đó thì sinh ra ông. Từ nhỏ Khuông Nghĩa đã hơn người, bọn trẻ con gần đó chơi với ông đều phải phục tùng. Khi trưởng thành, từ dáng người, khuôn mặt đều hiện ra tướng thiên tử. Trái với Khuông Dận thích nghiệp võ, Khuông Nghĩa lại thích đọc sách. Lúc Triệu Hoằng Ân lĩnh binh ở Hoài Nam, phá các châu huyện, của cải cướp được rất nhiều, song Khuông Nghĩa chỉ cầu lấy những quyển sách quý.
Năm 951, Quách Uy lập ra triều Hậu Chu. Dưới thời Chu, Triệu Khuông Dận được trọng dụng, làm đến chức Tiết độ sứ, chỉ huy lực lượng kị binh triều đình; bản thân Khuông Nghĩa cũng được ban chức Cung phụng quan đô tri. Năm 959, Hậu Chu Thế Tông qua đời khi đang trong chiến dịch đánh Liêu, con là Sài Tông Huấn kế vị còn nhỏ tuổi.

## Thời Thái Tổ
Năm 960, nước Liêu và Bắc Hán hợp quân công Tống, đánh vào hai châu Trấn, Định. Triều đình Hậu Chu cử Triệu Khuông Dận mang quân đánh dẹp. Khuông Dận dẫn quân đi được 40 dặm, đến Trần Kiều thì có người nhìn thấy 2 mặt trời đánh nhau. Mọi người cho rằng đây là việc chuyển giao Thiên mệnh, khí số Hậu Chu đã hết, Thiên mệnh ứng trên người Triệu Khuông Dận. Quân sĩ thấy thế ai cũng reo lên, các tướng lĩnh thì xin Triệu Khuông Dẫn nắm lấy hết binh quyền mà tự lập. Khuông Nghĩa cùng mưu sĩ Triệu Phổ liền lấy hoàng bào khoác lên mình ông, sử gọi là hoàng bào gia thân. Triệu Khuông Dận lập tức dẫn quân về kinh đô Biện Lương và kéo thẳng vào thành, triều thần Hậu Chu trước tình thế đó, buộc phải công nhận Triệu Khuông Dẫn là hoàng đế. Hậu Chu diệt vong, Bắc Tống được thành lập. Triệu Khuông Nghĩa được phong làm Điện tiền đô ngu hậu, phòng ngự sứ Mục châu. Tuy nhiên, sử gia Thiệu Bá Ôn trong Văn kiến lục từng dẫn lại Kiến Văn di sự của Vương Vũ Xứng, cho rằng khi binh biến xảy ra, Khuông Nghĩa đang ở cùng mẹ là Đỗ thái hậu tại Biện Kinh, không hề đi theo anh mình; việc ghi chép trong sử sách có bàn tay của Tống Thái Tông động chạm vào, hòng tìm cách hợp thức hóa việc soán ngôi của mình. Sau đó ông đổi tên thành Triệu Quang Nghĩa vì kiêng húy chữ "Khuông" của vua anh.
Năm 961, mẹ Thái Tổ (và Quang Nghĩa) là Đỗ thái hậu bị bệnh sắp mất, có trăn trối lại rằng Hậu Chu mất nước là do ấu chúa lên ngôi, lòng người không phục; nay con Thái Tổ còn nhỏ tuổi, nên phải truyền ngôi cho Quang Nghĩa, Quang Nghĩa lại truyền ngôi cho em là Quang Mĩ rồi mới tới con Thái Tổ, để tránh giẫm lên vết xe đổ lúc trước; Thái Tổ bằng lòng, đem tờ giao ước để trong cái hộp vàng, đó gọi là kim quỹ chi minh. Sau này, năm 1940, các học giả Đặng Quảng Minh, Trương Ấm Lân cho rằng kim quỹ chi minh là hư cấu; những năm gần đây các học giả như Thi Tú Nga, Vương Dục Tế nghiên cứu về sự việc này và cho rằng đấy là do chính Quang Nghĩa ngụy tạo ra câu chuyện.
Thái Tổ thân chinh Trạch Lộ, Quang Nghĩa được lệnh ở lại kinh thành và nhận chức tiết độ sứ Thái Ninh. Năm 961, Thái Tổ dẫn quân đánh dẹp tướng nổi dậy Lý Trọng Tiến, Quang Nghĩa được phong Đại Nội đô bộ thự, Bình chương sự, Khai phong doãn; sau gia kiêm Trung thư lệnh.
Tống Thái Tổ tiếp tục công cuộc thống nhất Trung Quốc. Năm 962, bình định Kinh Nam, Hồ Nam. Năm 964, đánh Hậu Thục, bắt được Thục đế Mạnh Sưởng. Quang Nghĩa vốn là cao thủ về độc dược. Bấy giờ Mạnh Sưởng có người thiếp yêu là Hoa Nhị phu nhân, rất được sủng ái, bản thân Quang Nghĩa thèm thuồng đã lâu; liền nghĩ cách mời Mạnh Sưởng đến chỗ mình dự tiệc, rồi đánh thuốc độc giết đi (965); tuy nhiên Hoa Nhị phu nhân lại được nạp vào hậu cung của Thái Tổ. Quang Nghĩa ngầm ngầm củng cố thế lực, tập hợp bọn văn nhân gồm 66 người như Tống Kỳ, Thạch Hy Tải, Đậu Xứng... Nghi trượng Nam nha mỗi khi ra ngoài rực rỡ như tranh, người kinh thành đều tấm tắc khen ngợi, nói "như một bức thêu đường phố trên trời". Năm 976, nhân buổi đi săn, Quang Nghĩa giả say mà bắn chết Hoa Nhị phu nhân.
Năm 971, Tống diệt Nam Hán; năm 976 diệt Nam Đường, về căn bản đã thống nhất Trung Quốc. Năm 973, Thái Tổ chinh phạt Thái Nguyên, cử Quang Nghĩa làm lưu thủ Đông Kinh, phong Tấn vương, địa vị trên tể tướng. Bấy giờ tể tướng Triệu Phổ một mình nắm quyền, đoán rất rõ âm mưu của Quang Nghĩa, nên tìm cách công kích, hai người âm thầm tranh đấu với nhau hơn 10 năm, đến đây Triệu Phổ bị bãi tướng, quyền lực của Quang Nghĩa tăng lên đáng kể. Đời Hậu Chu, Thế Tông Sài Vinh cũng từng làm Tấn vương Khai Phong doãn, vì thế mọi người trong ngoài đều nghĩ rằng Quang Nghĩa sẽ là người kế vị.

## Nghi ngờ thí quân
Thái Tổ trước kia từng lập lời thề trước mặt thái hậu, nhưng nay các hoàng tử đều đã trưởng thành, hoàn toàn có thể kế vị, điều này khiến Quang Nghĩa rất bất an. Từ mùa đông năm 976, theo sử sách (chưa hẳn là sự thực), Thái Tổ bắt đầu bị bệnh. Ngày 13 tháng 11 năm 976 (tức 19 tháng 10 ÂL), Thái Tổ triệu Quang Nghĩa vào cung uống rượu, đến tối thì Quang Nghĩa ra về; sáng hôm sau Thái Tổ băng hà. Về sự việc này, sử gia Tư Mã Quang trong Thúc thủy ký văn ghi chép lại, đại ý là: Thái Tổ và Quang Nghĩa uống rượu với nhau, đuổi hết tả hữu ra ngoài. Đang giữa lúc đó, bỗng ánh nến trở nên mờ đi, dường như có bóng người đang di chuyển và lát sau nữa thì nghe thấy tiếng rìu và tiếng Thái Tổ hét lên: "Hảo tố", sau đó lăn ra ngủ và Tấn vương ra về. Sử gia Lý Đào trong Tục tư trị thông giám trường biên chép thành "Hảo vi chi". Hai từ đó cùng có nghĩa là làm hay, nhưng từ mà Lý Đào dùng chỉ có ý nghĩa đơn thuần, còn từ của Tư Mã Quang có thể hiểu theo nghĩa khác: "Việc mày làm hay lắm", và "việc hay" đó trong suốt một nghìn năm nay vẫn là dấu chấm hỏi lớn. Từ thời Nguyên đến cuối thế kỷ trước, các sử gia đối về vấn đề này chia thành hai phe: một cho rằng Thái Tổ chết là hoàn toàn tự nhiên, có thể do bệnh từ trước hoặc do uống quá say; một phe cho rằng cái chết của Thái Tổ có liên quan đến Quang Nghĩa. Còn có truyền thuyết nói rằng: Thái Tổ đang uống rượu thì có một tên quỷ nữ ấn mạnh vào cái bướu trên lưng Thái Tổ, Quang Nghĩa thấy thế liền cầm búa đập nữ quỷ đó, đập trúng cả vào lưng vua. Một số sử gia cho rằng, Quang Nghĩa không thể có gan tới mức hạ thủ một cách lộ liễu như vậy (dùng búa), mà có thể là ông ta bí mật hạ độc vào rượu của Thái Tổ. Nghi án này sách sử ghi lại là Chúc Ảnh Phủ Thanh(Phồn thể: 燭影斧聲; Giản thể: 斧声烛影).
Suốt một nghìn năm nay, nghi án "ánh nến tiếng rìu" vẫn chưa có lời giải đáp thỏa đáng. Sáng ngày hôm sau, tức 14 tháng 11, Thái Tổ qua đời. Hoàng hậu Tống thị sai nội giám Vương Kế Ân triệu hoàng tử Đức Phương vào cung. Kế Ân nhận lệnh nhưng lại quyết định đến phủ Khai Phong triệu Tấn vương. Quang Nghĩa thất kinh, do dự không đi, nói: "để bàn lại với người nhà". Kế Ân nói: "Nếu không đi, e sợ người khác giành mất". Tấn vương bèn theo Kế Ân vào cung. Đến nơi, hoàng hậu hỏi
Đức Phương đến chưa.
Kế Ân nói
Tấn vương đến rồi.
Hoàng hậu thất kinh, thay đổi sắc mặt mà nói với Tấn vương
Tính mệnh mẹ con ta, đều phó thác cho quan gia.
Tấn vương nói
Cùng giữ phú quý, xin đừng lo.

## Làm hoàng đế

### Thống nhất đất nước
Ngày 15 tháng 11 năm 976, Tấn vương lên ngôi hoàng đế, là Tống Thái Tông, đại xá thiên hạ, đổi niên hiệu là Thái Bình Hưng Quốc. Phong cho Tống hậu làm Khai Bảo hoàng hậu, dời sang Tây cung. Hoàng đệ Quang Mĩ vì kị húy nên đổi tên thành Đình Mĩ, phong Khai Phong doãn kiêm Trung thư lệnh, tước Tề vương; hoàng tử của Thái Tổ Đức Chiêu làm Vũ Công quận vương; Đức Phương là Tiết độ sứ Sơn Nam Tây Đạo, Bình chương sự. Tể tướng Tiết Cư Chính, Thẩm Luân gia phong Tả, Hữu bộc xạ; Lư Đa Tốn làm Trung thư thị lang Bình chương sự, Tào Bân làm Đồng bình chương sự, Sở Chiêu Phụ làm Xu mật phó sứ. Năm sau, Thái Tông lại đổi tên thành Triệu Quýnh (趙炅). Đây là tên kị húy của ông.
Thái Tông truy phong hoàng hậu có những người vợ đã mất: Doãn thị làm Thục Đức hoàng hậu, Phù thị làm Ý Đức hoàng hậu. Trong cung, Thái Tông sủng ái phu nhân Lý thị, có ý lập làm hoàng hậu. Song vào năm 977, Lý thị qua đời, Thái Tông đặt thụy là Nguyên Đức hoàng hậu. Bấy giờ Thái Tổ về cơ bản đã thống nhất Trung Quốc, chỉ còn Ngô Việt, Bắc Hán và Thanh Nguyên là chưa dẹp được.
Năm 977, Tiết độ sứ Thanh Nguyên Trần Hồng Tiến đến Khai Phong chầu Thái Tông. Tháng 6 năm 978, Trần Hồng Tiến dâng biểu xin nạp đất hai châu Chương, Tuyền về với Nhà Tống, Thái Tông chuẩn y, triệu Hồng Tiến về Khai Phong. Đất Thanh Nguyên được sáp nhập vào lãnh thổ Tống. Ngô Việt quốc vương Tiền Thục được tin đó, rất lo sợ, bèn dâng biểu xin bỏ tước quốc vương, xin về quê; Thái Tông không theo. Mùa thu cùng năm, Tiền Thục đành phải vào triều, dâng biểu xin nộp đất Ngô Việt gồm 13 châu, 1 quận, 86 huyện. Từ đó các nước ở phía nam đều đã mất, chỉ còn lại Bắc Hán ở Thái Nguyên mà thôi. Về sau vào năm 981, Trần Hồng Tiến chết.
Thái Tông tấn phong Nam Đường Hậu Chủ Lý Dục làm Lũng Tây quận công, nhưng vẫn luôn mang lòng nghi ngờ. Vào dịp Tết Nguyên Tiêu năm 978, ban chiếu Lũng Tây quận công phu nhân Chu thị (Tiểu Châu hậu) trang điểm vào cung. Thái Tông thấy Chu thị mặt đẹp dáng thon, lòng tà dâm nổi lên, bèn giữ lại trong cung đến nửa tháng mới cho về. Sau đó ông sai người cũ của Nam Đường là Từ Hoảng vào dò xét, biết Lý Dục có ý thương nhớ cố hương, dùng đó làm cớ mà giết đi. Ngày 7 tháng 7 ÂL là ngày sinh của Lý Dục, Thái Tông sai nội thị đem đến một cốc rượu độc, buộc Hậu Chủ phải uống. Lý Dục chết được truy phong là Ngô vương, Tiểu Châu hậu không lâu sau tự sát tuẫn chủ.
Ngô Việt quốc vương Tiền Thục sau khi nạp đất vẫn được giữ tước vương, nhưng bị giám sát chặt chẽ. Ngày 24 tháng 8 ÂL năm nguyên niên Đoan Củng (988), là sinh nhật của Tiền Thục, Thái Tông cho đem ngự tửu ban cho; Tiền vương uống xong tới nửa đêm thì quy tiên. Thái Tông vờ tỏ ra thương xót, cho nghỉ triều 7 ngày.
Đầu năm 979, Thái Tông hội quần thần bàn thảo phạt Bắc Hán. Tả bộc xạ Tiết Cư Chính, dẫn đầu một nhóm đại phản đối bắc phạt, nhưng Tào Bân lại tán thành. Thái Tông quyết định xuất quân, mệnh Phan Mĩ làm thống soái, cùng Thôi Tiến, Lý Hán Quỳnh, Tào Hàn, Mễ Tín, Lưu Ngộ, Điền Trọng Tiến... đánh Thái Nguyên; Quách Tiến đóng quân ở Thạch Lĩnh ngăn chặn viện binh Liêu. Vua Liêu Cảnh Tông sai sứ đến Tống, ngăn cản việc bắc phạt, Thái Tông không theo. Biết thế nào người Liêu cũng sẽ ra quân, Thái Tông quyết định thân chinh ra Hà Bắc, để Thẩm Luân, Vương Nhâm Thiện ở lại trấn thủ Biện Kinh.
Quân Tống tiến đến Thái Nguyên. Triều Liêu được tin, cử Gia Luật Sa và Gia Luật Địch Lý đến cứu viện Bắc Hán. Hai quân giao chiến một trận lớn ở Bạch Ma Lĩnh, quân Liêu thảm bại trước Quách Tiến, Gia Luật Địch Lý tử trận, Gia Luật Sa phải tháo chạy. Lúc này Thái Tông đang ở Trấn châu, được tin thắng trận, mệnh Phan Mĩ đưa đại quân tới công thành Thái Nguyên. Tiết độ sứ Kiến Hùng của Bắc Hán là Lưu Kế Nghiệp quyết tâm tử thủ. Bấy giờ có Quách Siêu ra hàng, nhưng quân Tống cho là gian trá, liền giết Phạm Siêu. Về sau Thái Tông mới hối hận, cho hậu táng chu đáo. Các tướng trong thành biết tin đưa nhau ra hàng, thành Thái Nguyên thế cùng lực kiệt, không còn giữ được bao lâu. Vua Bắc Hán Lưu Kế Nguyên trước tình thế đó, đành phải ra đầu hàng, được phong tước quận công. Từ thời điểm đó, Trung Quốc được thống nhất làm một dưới triều Bắc Tống.

### Chiến tranh với Liêu
Mùa hạ năm 979, sau khi diệt Bắc Hán, Thái Tông muốn thừa cơ đánh Liêu, khôi phục 16 châu Yên Vân. Phan Mĩ cực lực can ngăn, song thị vệ Thôi Hàn lại tán thành. Thái Tông xuất quân từ Thái Nguyên, tiến vào Yến, Vân; nhanh chóng lấy được hai châu Trác, Dịch. Quân Tống thừa thắng đánh sang U châu. Tướng Liêu Gia Luật Hi Đạt và Tiêu Thảo Cố dẫn quân ra chống, song không thành công, thua trận bỏ chạy. Thành Nam Kinh bị quân Tống bao vây, người Tống vừa đánh vừa gọi hàng, tình thế khẩn trương, lòng người hoang mang, tướng Liêu là Hàn Đức Nhượng lên thành đốc thúc quân sĩ chống đỡ, đêm ngày phòng bị khiến quân Tống không phá nổi thành. Thái Tông mệnh bọn Tống Ốc đánh mạnh vào thành Yến Kinh; lại chia quân đánh các châu Kế, Thuận. Tướng Liêu là Gia Luật Học Cổ Đa Phương ra sức giữ thành, quân Tống công phá đã lâu vẫn không chiếm được. Gia Luật Sa đem quân tới cứu U châu. Tháng 8, hai bên giao chiến tại Cao Lương hà. Ban đầu quân Tống chiếm ưu thế, liền thừa cơ truy đuổi; bỗng rơi vào ổ mai phục của quân Liêu, do hai tướng Gia Luật Hưu Ca, Gia Luật Tà Chẩn chỉ huy. Quân Tống đại bại, quân Liêu thừa thắng kéo vào giải vây U châu. Thái Tông kinh hoàng thất sắc; may nhờ có Hô Duyên Tán, Phụ Siêu đưa quân đến cứu mới có thể an toàn mà rút về Trác châu. Hàn Đức Nhượng cũng dẫn quân Liêu xông ra khỏi Nam Kinh đón đán quân Tống và đại phá quân Tống.
Gia Luật Hưu Ca cho quân đuổi tới, quân Tống bị đánh tan tác, bỏ chạy về hướng nam. Giữa đường, ngựa của Thái Tông rơi vào vũng lầy không kéo lên được, tình thế vô cùng nguy cấp, nhưng lúc đó có Dương Nghiệp (tức Lưu Kế Nghiệp, đã hàng Tống) đến cứu giá kịp lúc. Dương Nghiệp tình nguyện ở lại chặn đường quân Liêu, thắng được một trận, đẩy lui truy binh Liêu. Thái Tông về Định châu, lệnh Mạnh Huyền Triết giữ nơi này, Thôi Ngạn Triết giữ Quan Nam, Lưu Đình Hàn và Lý Hán Quỳnh giữ Chân Định rồi xa giá về Biện Kinh.
Cuối tháng 9 năm 979, Liêu Cảnh Tông Gia Luật Hiền nhân vừa mới thắng trận thì lệnh Hàn Khuông Tự (cha của Hàn Đức Nhượng) làm Đô thống, Gia Luật Sa, Gia Luật Hưu Ca dẫn 50.000 quân tiến đánh Trấn châu của nhà Tống. Lưu Đình Hàn, Thôi Ngạn Tiến bàn nhau dùng kế trá hàng, dụ quân Liêu vào rồi đặt mai phục. Gia Luật Hưu Ca có đề phòng từ trước, nhưng quân Liêu vẫn thiệt hại hơn 10.000 người. 
Đầu năm 980, Liêu Cảnh Tông lại cử Gia Luật Sa, Gia Luật Tà Chẩn dẫn 100.000 quân tiến thẳng tới Nhạn Môn quan của nhà Tống, uy hiếp Đại châu. Thái Tông cử Dương Nghiệp làm tướng giữ Đại châu. Quân Tống ra giao chiến, giết được phò mã nước Liêu là Tiêu Đốt Lý, quân Liêu phải tháo chạy. Dương Nghiệp cho quân chiếm lại Nhạn Môn quan, từ đó người Liêu đều sợ danh tiếng của ông ta.
Liêu Cảnh Tông được tin liên tiếp thua trận, tức giận vô cùng. Ngày 30 tháng 11 năm 980 (2 tháng 10 ÂL), vua Liêu Cảnh Tông đích thân dẫn đại quân tiến xuống phía nam, trước hết là đánh Ngõa Kiều quan. Quân Tống chủ quan, khinh địch, nên bị quân Liêu của Gia Luật Hưu Ca đánh bại, phải lui về Mạc châu. Gia Luật Hưu Ca cho quân đuổi tới Mạc châu, bắt và giết nhiều quân, tướng Tống. Tin bại trận bay về Biện Kinh. Thái Tông hạ lệnh thân chinh, đưa quân đến phủ Đại Danh, Liêu Cảnh Tông nghe tin thì cho lui quân, đó là vào ngày 20 tháng 12 (11 tháng 11 ÂL).
Năm 981, vua Ô Huyền Minh của Định An Quốc đã cử một sứ giả đến nhà Tống (đời vua Tống Thái Tông) và đưa ra chiến dịch gọng kìm chống lại nhà Liêu (đời vua Liêu Cảnh Tông). Vua Ô Huyền Minh tuyên bố rằng người dân của ông ta là tàn dư của vương quốc Bột Hải sống trên vùng đất cũ của Cao Câu Ly, không phải là liên minh Mã Hàn. Mục đích của sứ mệnh triều cống nhà Tống của Định An Quốc lần này là đề nghị nhà Tống cùng Định An Quốc lập liên minh và bắt đầu một cuộc tấn công chung chống lại nhà Liêu, nhưng nhà Tống của Thái Tông đã từ chối đề nghị này do e ngại sức mạnh quân sự của nhà Liêu.
Năm 982, Liêu Cảnh Tông qua đời, con là Long Tự lên kế vị, tức là vua Liêu Thánh Tông nhưng còn nhỏ; đại quyền nằm trong tay Tiêu thái hậu. Tiêu thái hậu đổi tên nước trở lại là Đại Khiết Đan như cũ (tuy nhiên trên phương diện ngoại giao thì vẫn dùng tên nước là Đại Liêu), tiến hành một loạt cải cách, phát triển đất nước. Cùng năm, Tiêu thái hậu lệnh 10 vạn quân Liêu tái xâm phạm Nhạn Môn Quan, bị phụ tử Dương Nghiệp và Dương Diên Lãng đánh cho đại bại, lại còn bị họ chinh phạt khắp vùng Sơn Tây. Tiêu thái hậu buộc phải từ bỏ ý định nam xâm.
Trong khi đó vào năm 986, tướng Hạ Hoài Phổ dâng sớ nói Liêu chủ còn nhỏ, mẫu hậu chuyên quyền là thời cơ thích hợp để bắc phạt, khôi phục Yến, Vân. Tháng 1 năm 986, Thái Tông bàn việc bắc chinh, cử Tào Bân, Thôi Ngạn Tiến, đưa quân ra Hùng châu gọi là quân Đông lộ; Điền Trọng Tiến đánh Phi Hồ là quân trung lộ; Phan Mĩ, Dương Nghiệp đánh Nhạn Môn gọi là quân Tây lộ, sử xưng là Ung Hi bắc phạt. 
Quân Tống phân làm 3 lộ để đến ba địa điểm chiến lược khác cách tiếp cận thủ đô phía Nam của nhà Liêu. Theo đó thì Đông lộ công U châu, Trung lộ công Uý châu, Tây lộ công Vân châu và Sóc châu; trong đó danh tướng Dương Nghiệp nằm trong Tây lộ. Thái hậu Tiêu Xước lệnh Gia Luật Hưu Ca thủ U châu, Gia Luật Tà Chẩn ngăn Trung lộ quân và Tây lộ quân của Tống, còn thái hậu Tiêu Xước cùng Liêu Thánh Tông, Hàn Đức Nhượng đến trú trát tại Đà La Khẩu (nay thuộc Bắc Kinh) ứng phó. Trước khi ra quân đánh Liêu, Thái Tông căn dặn chư tướng tiến quân từ từ, vờ nói là lấy U châu, đợi khi quân cứu viện của nhà Liêu tới cứu thì vòng ra đánh mặt sau chặn đường tiếp lương của quân Liêu. Quân Tống nhanh chóng công hãm Kì Câu Quan.
Tháng 3, tướng tiên phong Lý Kế Long của quân Đông lộ lấy hai huyện Cố An, Tân Thành và tiến đến Trác châu, giết tướng Liêu. Sang tháng 4, nhà Liêu đưa quân đến Tân Thành, Mễ Tín được sự trợ giúp của Thôi Ngạn Tiến, Đỗ Ngạn Khuê đánh lui quân Liêu. Về cánh quân trung lộ, Điền Trọng Tiến đánh bại quân Liêu ở cửa bắc Phi Hồ. Khi đó phòng ngự sứ Ký châu bên Liêu là Đại Bằng Dực đưa quân tới chặn. Điền Trọng Tiến và Kinh Tự bắt sống được Đại Bằng Dực, quân Tống giành chiến thắng. Phi Hồ, Linh Khâu, các thành đều xin hàng quân Tống. Điền Trọng Tiến đánh tiếp Úy châu. Bọn tướng Liêu bắt giữ sứ Liêu Cảnh Thiệu Trung rồi hàng Tống. Về cánh quân phía tây, cũng vào tháng 3, Phan Mĩ ra quân đánh thắng quân Liêu ở Hoàn châu, thứ sử của Liêu là Triệu Ngạn Tân dâng châu đầu hàng. Phan Mĩ lại tiến đánh hai châu Sóc, Ứng châu của nhà Liêu. Tướng Liêu giữ các thành này đều hàng phục quân Tống của Phan Mĩ. Tháng 4, Phan Mĩ dẫn quân Tống đánh sang Vân châu của nhà Liêu.
Việc quân Tống đánh nhanh thắng nhanh nên quân lương vận chuyển đã không thể theo kịp. Quân Liêu cũng biết việc đó nên đã đưa quân ngăn cản đường lương thực của quân Tống. Tào Bân vì lương cạn định lui về Hùng châu nên gửi tấu cho Tống Thái Tông. Tống Thái Tông xem tấu, mặt biến sắc, nói nếu lui quân thì người Liêu sẽ tập kích, vì thế không được lui. Lúc đó Phan Mĩ, Điền Trọng Tiến đang hợp quân Tống cùng đánh U châu. Bộ tướng của Tào Bân sợ người khác giành mất công nên đã dẫn quân Tống lên đường thẳng tới Trác châu, đánh bại quân Liêu của Gia Luật Hưu Ca. Gia Luật Hưu Ca phải lui quân. Tào Bân chuẩn bị dẫn quân Tống đi đánh Phạm Dương.
Gia Luật Hưu Ca một mặt chặn đường tiếp lương của Tống, mặt khác sai sứ về kinh cầu cứu. Tiêu thái hậu cùng Liêu Thánh Tông, Hàn Đức Nhượng dẫn kỵ binh chi viện cho miền nam. Trại của [Liêu Thánh Tông]] cách thành Trác châu 50 dặm về phía đông. Gia Luật Hưu Ca và Gia Luật Bồ Ninh suất binh tập kích doanh trại quân Tống nhiều lần khiến lòng quân của quân Tống bị hoang mang. Lại thêm giữa hạ trời nóng, thiếu nước, thiếu thức ăn, quân Tống không còn tinh thần chiến đấu. Tào Bân định vượt sông Cự Mã thì bị quân Liêu của Gia Luật Hưu Ca đuổi đánh, bị thiệt hại rất nhiều. Tào Bân, Mễ Tín lui quân về Dịch châu. Đang đến gần sông Sa Hà thì quân Liêu của Hàn Đức Nhượng đuổi kịp, quân Tống của Tào Bân bị dìm xuống sông và chết đuối không biết bao nhiêu mà kể. Tháng 7 năm 986, Tiêu thái hậu lại lệnh cho Gia Luật Tà Chẩn phản kích Đông lộ quân và Trung lộ quân của Tống. 
Tống Thái Tông được tin thất kinh, bèn triệu Tào Bân, Mễ Tín về triều, lệnh Điền Trọng Tiến về Định châu, Phan Mĩ giữ Đại châu, di dời dân chúng ở các vùng Vân, Ứng, Hoàn, Sóc vừa chiếm được về nam. Quân Liêu nhanh chóng đánh bại lực lượng của quân Tống, thu hồi hai châu Ứng, Úy. Phan Mĩ bàn việc giữ hai châu Vân, Sóc; cử Dương Nghiệp ra chống cự quân Liêu. Dương Nghiệp xuất quân từ Thạch Kiệt khẩu, giao chiến với tướng Liêu là Gia Luật Tà Chẩn. Trước khi đi, Dương Nghiệp đã cùng Vương Thẩm (giám quân của Đông Lộ Quân) cãi nhau hơn chục lần. Phan Mĩ thì nhút nhát không quả quyết, còn Dương Nghiệp thì muốn lấy quân kỵ di dời dân chúng, sau đó dùng quân mai phục mà đánh Liêu. Tuy nhiên, Vương Thẩm lại cười chê Dương Nghiệp mang danh là "Dương Vô Địch" mà không dám xuất quân. Dương Nghiệp chỉ còn thở dài mà xin viện quân tại Trần Gia Cốc, để nếu lỡ việc quân bị thì thu binh không bị quân Liêu truy giết. Phan Mĩ tán thành. Dương Nghiệp sau đó dẫn quân đánh quân Liêu ở đèo Kì Câu, có tướng Hà Hoài Phổ đi theo hỗ trợ. Tuy nhiên, quân Tống ít, quân Liêu nhiều. Đông lộ quân của nhà Tống bị thảm bại tại đèo Kì Câu. Tướng Tống là Hà Hoài Phổ tử chiến. Con trai trưởng của Dương Nghiệp là Dương Diên Chiêu lại bị tên bắn xuyên khuỷu tay, do đó mà Dương Nghiệp lệnh kỵ binh rút lui về Trần Gia Cốc. Chẳng dè đâu, phục binh của Phan Mĩ thì không thấy đâu, mà chỉ thấy quân Liêu tiến sát đến nơi. Gia Luật Tà Chẩn dụ Dương Nghiệp vào ổ phục kích ở Trần Gia Cốc, phục binh từ hai phía xông ra đánh giết. Con thứ của Dương Nghiệp là Dương Diên Ngọc tử trận tức thì, còn con trưởng của Dương Nghiệp là Dương Diên Chiêu thì bị cắt khỏi tầm nhìn của ông ta. Kết quả, toàn quân Tống bị quân Liêu tiêu diệt, còn Dương Nghiệp thì giết hơn chục quân địch rồi chạy vào rừng trốn. Hơn một ngày sau, Gia Luật Hề Đệ dùng cung bắn chết con ngựa của Dương Nghiệp, còn bản thân Dương Nghiệp thì bị quân Liêu bắt sống, để rồi ba ngày sau Dương Nghiệp tuyệt thực tự sát. Phan Mĩ vội đưa quân Tống về Đại châu. Hai châu Vân, Sóc cũng nhanh chóng tan rã, bị quân Liêu tái chiếm. Tống Thái Tông hạ lệnh toàn tuyến triệt thoái về nam. Cuộc bắc phạt này của nhà Tống thất bại nặng nề.
Khi quân Bắc Phạt thất bại hồi triều, Thái Tông truy tặng quan tước cho Dương Nghiệp và Hà Hoài Phổ, giáng chức Phan Mĩ, Tào Bân, Thôi Ngạn Tiến, Mễ Tín... Từ đó Tống-Khiết Đan năm nào cũng xảy ra chiến tranh, loạn lạc liên miên, đến sau hòa ước Thiền Uyên mới dứt.
Tiêu Thái hậu bổ nhiệm Gia Luật Hưu Ca làm tướng quân cấp cao của mình để tiếp tục dẫn quân Liêu đi tấn công nhà Tống để trả đũa việc nhà Tống vừa bắt phạt vào đất Liêu. Quân Tống bị quân Liêu đánh cho tơi bời. Cho đến tận năm sau (năm 987), Gia Luật Hưu Ca mới lui quân về Liêu. Quân Tống ở biên cương bị tổn thất nặng nề ở đợt tấn công này của quân Liêu
Sự tự tin mù quáng và ngang ngạnh cố chấp của Triệu Quang Nghĩa cho thấy ông kém xa Thái Tổ về khả năng tác chiến. Sau hai lần Bắc phạt bất thành, ông bắt đầu rơi vào tình thế khó xử: nên chiến hay nên hòa với Liêu. Vì sự chần chừ của ông nên các tướng Tống trấn giữ biên ải cũng chỉ cầm cự qua ngày, từ đó lực lượng tác chiến với quân Liêu giảm dần, tinh thần chiến đấu của quân đội nhà Tống ngày càng sa sút.
Năm 988, Hàn Đức Nhượng nhận chiếu đem quân Liêu đánh nhà Tống (đời vua Tống Thái Tông), vây Sa Đôi. Quân Tống nhân đêm tối đến tập kích, Hàn Đức Nhượng giữ nghiêm quân để đợi, sau đó đánh đuổi được quân Tống. Khi về, Hàn Đức Nhượng được Tiêu thái hậu phong làm Sở vương (楚王).
Năm 989 quân Tống tiếp tục xâm phạm biên giới nhà Liêu. Tiêu thái hậu phái quân Liêu đi chống cự. Kết quả quân Tống lại đại bại và phải rút về phía nam.
Tề vương thái phi Tiêu Hòa Hãn (Trưởng tỉ của Tiêu thái hậu) của nhà Liêu hiện đang góa chồng và đi làm gián điệp chống lại nhà Tống (đời vua Tống Thái Tông) dưới thời trị vì của cháu trai bà là Liêu Thánh Tông. Trong chuyến hành trình quân sự của mình, bà ta đã yêu một nô lệ tên là Thát Lãm A Bát (挞览阿钵). Mối quan hệ của bà ta với ông này không được Tiêu thái hậu ủng hộ, và mối quan hệ của giữa Tiêu Hòa Hãn với Tiêu thái hậu ngày càng trở nên ghẻ lạnh.

### Chiến tranh với Đại Cồ Việt
Vào năm 979, vua Đại Cồ Việt là Đinh Tiên Hoàng và con là Đinh Liễn bị giết, Thập đạo tướng quân Lê Hoàn nắm quyền trong nước. Hầu Nhân Bảo biết Đại Cồ Việt có loạn, khuyên Thái Tông đưa quân nam xâm. Năm 980, Lê Hoàn được tôn làm hoàng đế, lãnh đạo cuộc kháng chiến. Đầu năm 981, các tướng Tống Hầu Nhân Bảo, Tôn Toàn Hưng, Trần Khâm Tộ, Lưu Trừng, Giả Thực... tiến quân vào Đại Cồ Việt, theo hai ngả thủy, bộ. Tháng 3 năm đó, quân bộ của Hầu Nhân Bảo bị trúng phục binh Việt, Nhân Bảo tử trận. Tôn Toàn Hưng bị chặn ở sông Bạch Đằng, được tin đó vội vàng lui về nước; chiến dịch của Tống hoàn toàn thất bại.

### Sự nghiệp văn trị
Dụng võ không thành, Thái Tông chuyển sang dụng văn. Là vị hoàng đế đầu tiên từ thời Ngũ đại thập quốc không theo nghiệp võ, ông có nhiều điểm nổi bật trong việc dụng văn trị nước. Ông là người sáng lập, tu bổ và hoàn thiện các quy chế của Nhà Tống, đó chính là cơ sở để thiết lập chế độ chính trị, quân sự, văn hóa và kinh tế của Nhà Tống.

#### Thi cử
Tống Thái Tông cho cho phát triển chế độ thi tuyển nghiêm ngặt và hoàn bị. Các kỳ thi chủ yếu dành cho văn nhân, chỉ cần có tài văn chương và thơ phú thì đều có thể trúng tuyển. Quy mô tuyển chọn được mở rộng, chế độ thi cử nghiêm ngặt, đề thi được niêm phong cẩn thận, phần thi vấn đáp cho đích thân ông chủ trì.

#### Văn hóa
Tống Thái Tông rất chú trọng phát triển văn hóa. Ông cho xây dựng chiêu văn quán, sử quán và Tập Hiền viện, đặt tên là Sùng Văn viện. Hai từ "sùng văn" thể hiện rõ phương châm trị nước của Triệu Quang Nghĩa. Ngoài ra ông còn tập hợp các văn nhân để biên soạn các bộ sách lớn như "Thái bình ngự lãm", "Văn uyển anh hoa", "Thái bình quảng ký",... Những bộ sách này đều là những tư liệu quý báu để người đời sau nghiên cứu về văn hóa lịch sử Trung Quốc cổ đại.
Tống Thái Tông cũng là người khởi đầu cho thói quen tiếp thu bài học kinh nghiệm trị nước trong lịch sử cho các hoàng đế triều Tống. Ông quy định mỗi ngày phải tự đọc ba cuốn "Thái bình ngự lãm", có những lúc do bận việc chính sự không thể hoàn thành nhiệm vụ đọc sách đúng hẹn, ông tận dụng nốt những lúc rảnh rỗi để đọc bù. Các đại thần khuyên không nên vắt kiệt sức, ông nói: "Đọc sách là việc hữu ích, ta cảm thấy không mệt mỏi". Thái Tông luôn quan tâm đến việc triều chính, thậm chí mất ăn mất ngủ để tuyển chọn nhân tài. Ông yêu thích thư pháp và có quan điểm không khắt khe về tôn giáo, nhưng nói chung ông tôn sùng Đạo giáo hơn Phật giáo.

### Diệt trừ các mối đe dọa
Việc lên ngôi của Tống Thái Tông vốn là danh bất chính, ngôn bất thuận; vì vậy ông luôn tìm cách trừ khử những ai đe dọa đến ngôi vị của mình. Năm 979, sau chiến dịch phạt Liêu thất bại, chư tướng thấy Thái Tông mất tích thì hoảng sợ, có ý tôn lập con trưởng Thái Tổ là Yến vương Đức Chiêu làm hoàng thượng. Thái Tông trở về, biết được chuyện đó thì vô cùng tức giận. Do đó suốt mấy tháng không luận công ban thưởng cho các tướng sĩ trong trận Thái Nguyên. Đức Chiêu đem việc tâu lên, Thái Tông nạt: "Đợi mi đăng cơ rồi thưởng!". Đức Chiêu dư biết ý của Thái Tông, nghĩ không còn cách nào khác, về phủ đệ, lấy con dao gọt hoa quả mà tự sát. Thái Tông thương xót, hối hận, truy phong Đức Chiêu là Ngụy vương, Trung thư lệnh; ngoài ra còn phong Tề vương Đình Mĩ làm Tần vương, luận công cho các tướng sĩ trong trận Thái Nguyên. Hai năm sau, năm 981, hoàng tử thứ tư của Thái Tổ là Triệu Đức Phương cũng đột ngột lâm bệnh qua đời, người đời sau dị nghị là do Thái Tông làm.
Năm 977, Thái Tông hạ lệnh phục chức cho Triệu Phổ làm Thái tử thái bảo. Triệu Phổ trước kia vẫn ngầm ngấm chống đối việc Thái Tông lên ngôi, đến đây lại phải tìm cách lấy lòng nhà vua để lại được nắm quyền. Năm 981, Triệu Phổ cùng Thái Tông đem việc kim quỹ chi minh tuyên cáo với quần thần, Triệu Phổ tự xưng là người soạn thệ thư theo lệnh thái hậu, đặt vào trong hộp vàng. Việc làm của Triệu Phổ đã chính thức hợp thức hóa ngôi vị của Thái Tông; vì lúc này Đức Chiêu, Đức Phương cũng đã qua đời. Nhưng vẫn còn trở ngại là Tần vương Đình Mĩ, vì theo di chiếu, Đình Mĩ sẽ nối ngôi vua. Tháng 9 năm 981, Thái Tông hạ chiếu phong Triệu Phổ làm Tư đồ, Thị trung, Lương quốc công. Triệu Phổ ngay sau đó dâng sớ nói Đình Mĩ kiêu ngạo bất pháp, cần phải trừng trị; Thái Tông lập tức đuổi Đình Mĩ ra Tây Kinh. Triệu Phổ còn tâu với Thái Tông rằng
Người có thiên hạ thì truyền ngôi cho con, đó là chuyện thường. Nếu xưa kia tiên đế nghe lời thần, thì hôm nay đã không thấy được thánh minh. Nhưng tiên đế lúc trước đã sai lầm, bệ hạ không thể lại lầm.
Mấy hôm sau, có Sài Vũ Tích dâng sớ tố cáo Đình Mĩ và tể tướng Lư Đa Tốn bí mật câu kết với nhau, mưu đồ đại sự. Thái Tông mệnh cho Triệu Phổ đến tra xét. Triệu Phổ vẫn oán Lư Đa Tốn, nhân dịp này tâu lên Thái Tông rằng hai người đó thực sự có liên kết tạo phản. Thái Tông hạ chiếu, đày Lư Đa Tốn đến Nhai châu. 6 người thân tín của Đình Mĩ là bọn Triệu Bạch, Phàn Đức Minh... đều bị chém đầu. Sau đó, Triệu Phổ giật dây cho Lý Phù tố cáo Đình Mĩ ngày đêm oán hận, Thái Tông lập tức giáng Đình Mĩ làm Phù huyện công, câu thúc ở Phòng châu. Hai năm sau, Đình Mĩ vì uất ức mà qua đời.

### Chiến tranh với người Đảng Hạng
Vùng đất Định Nan xưa nay vốn thuộc quyền quản lý của gia tộc họ Lý, từ cuối đời Đường. Năm 982, vì trong tông tộc có sự bất hòa, Tiết độ sứ Định Nan Lý Kế Phủng xin nạp đất năm châu Hạ, Hựu, Ngân, Tuy, Tĩnh quy về Nhà Tống. Thái Tông chấp thuận, cử Tào Quang Thực đến úy dụ dân 4 châu. Nhưng em họ Kế Phủng là Kế Thiên (tức Thái Tổ triều Tây Hạ) cùng bọn Lý Kế Xung, Trương Phổ vẫn ngấm ngầm tích trữ vũ khí, lương thực chống lại triều Tống. Tào Quang Thực dẫn quân tới đánh trại Kế Thiên ở đầm Địa Cân, giết 500 tên, bắt mẹ và vợ của Kế Thiên.
Kế Thiên dùng kế giả hàng, sai người đến chỗ Tào Quang Thực xin hàng. Quang Thực tin theo, chỉ dẫn 100 quân tới Gia Tô Xuyên nhận hàng. Kế Thiên đợi lúc Quang Thực tới nơi, xua binh ra đánh, giết được Quang Thực. Lại thừa thắng đánh sang Ngân châu. Thái Tông sai Điền Nhân Lãng đến dẹp loạn, nhưng Nhân Lãng cứ đóng quân mà không tiến. Lý Kế Thiên lúc này đã lấy phá được Tam Tộc, Phù Ninh. Thái Tông thấy Nhân Lãng không lo đánh địch mà chỉ uống rượu, bèn triệu về kinh, tống vào ngục, sau đày ra Thương châu. Phó tướng Vương Tiên dẫn quân xuất chiến, đến phía bắc Ngân châu và thắng được một trận, bắt sống Triết Dụ Mộc và đánh tan viện quân Hạ. Quách Thủ Văn và Vương Tiên tiến đánh Diêm Thành giết được nhiều người Đảng Hạng. Lý Kế Thiên thua trận nhiều lần, bèn dâng thư cho Khiết Đan, nguyện xưng thần triều cống, được phong làm Hạ quốc vương.
Thái Tông cử Lý Kế Phủng đến Hạ thủ dụ Lý Kế Thiên, nhưng Kế Phủng lại bí mật câu kết với Kế Thiên. Kế Phủng dâng thư nói Kế Thiên đã biết hối cải, triều Tống liền phong Kế Thiên làm quan sát sứ Ngân châu, ban tên Triệu Bảo Cát. Nhưng không lâu sau Kế Thiên lại dụ Kế Phủng hàng Khiết Đan, được phong Tây Bình vương. Quân Hạ xuất binh lấy hai châu Ngân, Tuy, rồi đánh tiếp hai châu Khánh, Nguyên. Thái Tông nghe tin nước Hạ làm phản, cử Lý Kế Long ra quân đánh diệt. Kế Phủng được tin, xin ra hàng và bị giải về Biện Kinh. Thái Tông cho hủy thành Hạ châu, dời dân đến Ngân, Tuy lo việc cố thủ. Lại hạ chiếu phong Lý Kế Thiên làm tiết độ sứ Phù châu, điều người cản trở Kế Thiên là Trịnh Văn Bảo đi nơi khác. Sau khi tập hợp đủ lực lượng, Kế Thiên ra quân đánh Linh Vũ. Thái Tông lệnh chia quân 5 lộ, Lý Kế Long từ Hoàn châu, Đinh Hãn từ Khánh châu, Phạm Đình Triệu từ Diên châu, Vương Siêu từ Hạ châu, Trương Thủ Ân từ Lâm cùng đánh Hạ. Kế Long xin theo đường Thanh Cương, Thái Tông không cho nhưng Kế Long đã đem quân qua Thanh Cương rồi. Năm 996 Lý Kế Thiên đánh lui được 5 lộ đại quân dưới quyền tướng Tống Lý Kế Long. Sau khi củng cố lãnh địa Hạ châu, Lý Kế Thiên cố gắng mở rộng lãnh địa về phía tây đến khu vực Hà Tây. Từ đó Lý Kế Thiên xưng bá một phương, không thần phục triều Tống nữa, đến sau này cháu nội là Nguyên Hạo kiến lập ra Tây Hạ.

### Khởi nghĩa nông dân ở Thành Đô
Dưới triều đại của Tống Thái Tông, tuy đất nước trở nên giàu mạnh, kinh tế phát triển, nhưng sự phân hóa giàu nghèo giữa các tầng lớp trong xã hội lại càng rõ rệt, mâu thuẫn giai cấp cũng gay gắt hơn. Năm 993, cuộc khởi nghĩa do Lý Thuận cầm đầu đã bùng nổ ở Tứ Xuyên nhưng sau đó đã bị đàn áp đẫm máu.
Đầu năm 993, ở Thanh Thành, vì tên huyện lệnh Tề Nguyên Thần độc ác tham ô nên có Vương Tiểu Ba làm phản, dẫn quân bắt giết Nguyên Thần. Đô tuần kiểm sứ Tây Xuyên Trương Di dẫn quân đánh diệt, Tiểu Ba thua trận phải tạm lui. Khi tập hợp lại lực lượng, Tiểu Ba cho quân phản công, giết chết Trương Di. Tiểu Ba không lâu sau bị thương rồi chết; người em vợ là Lý Thuận lên thay, tiếp tục đưa quân vây hãm Vĩnh Khang. Tháng 1 ÂL năm 994, quân khởi nghĩa tiến công Thành Đô, tri phủ Quách Tái bỏ chạy. Lý Thuận chiếm Thành Đô, lập ra chính quyền Đại Thục, đánh phá các vùng lân cận, làm náo động cả vùng Tây Xuyên. Thái Tông theo lời Tham chính Triệu Xương Ngôn, lệnh Vương Kế Ân ra quân dẹp loạn, Lôi Hữu Chung lo việc lương thảo. Khi đó Lý Thuận sai Dương Quảng đánh Kiếm Môn nhưng thất bại, lại lui về Thành Đô. Lý Thuận giết Dương Quảng rồi tự lĩnh quân đánh Kiếm Môn, nhưng bị Vương Kế Ân đánh bại. Quân Tống thừa thắng lấy Thanh Cương lĩnh và Kiếm châu, Miên châu, Lãng châu, Ba châu...; quân khởi nghĩa liên tục thất bại. Lý Thuận đánh sang Từ châu cũng bị thua nốt. Tháng 5 ÂL, Vương Kế Ân tấn công Thành Đô, Lý Thuận không chống nổi và bị bắt sống.
Thái Tông lấy nội giám không được tham chính, nên chỉ phong cho Vương Kế Ân làm phòng ngự sứ Thuần châu. Mùa thu năm đó, Thái Tông cử Trương Vịnh đến cùng Vương Kế Ân quản trị Thành Đô, tiêu diệt quân khởi nghĩa còn lại. Lại giáng Thành Đô là Ích châu. Bấy giờ tàn quân Lý Thục tại Lăng châu, Lãng châu, Bồng châu, Hợp châu lại nổi lên dưới sự chỉ huy của Trương Dư. Một vạn tàn quân của Trương Dư hoành hành ở tám châu Gia, Nhung, Lô, Du, Phù, Trung, Vạn, Khai và Vân An quân; lại thừa cơ đánh Quỳ châu và Thi châu. Trương Vịnh dẫn quân dẹp loạn, mở kho phát chẩn, thủ dụ dân chúng, khuyên họ chuyên tâm sản xuất, không đi theo giặc. Trương Dư xuất chiến tại Tây Tân khẩu, Quỳ châu nhưng bị thua, 20.000 người bị giết. Đầu năm 995, tướng Vương Văn Thao đầu hàng, Trương Dư không lâu sau bị quân Tống bắt sống. Mùa hạ năm 996, dư đảng Vương Lô Tư tự xưng Cung Nam vương, đánh hai vùng Cung, Thục, nhưng nhanh chóng thất bại. Cuộc khởi nghĩa chính thức cáo chung.

### Tình hình chính trị 982-997
Năm 981, tể tướng Tiết Cư Chính qua đời, truy tặng Thái úy, Trung thư lệnh, Thẩm Luân trở thành tể tướng có địa vị cao nhất. Tuy nhiên sau vụ Triệu Phổ lập công loại Đình Mĩ, thì Phổ trở thành thủ tướng, Thẩm Luân chỉ làm phó. Năm 982, Thẩm Luân dâng biểu xin nghỉ, được chuẩn y. Năm 987, Thẩm Luân mất.
Năm 983, vua Cao Ly Thành Tông của Cao Ly sai sứ sang nhà Tống xưng thần với Thái Tông, định kỳ hằng năm triều cống cho nhà Tống. Vua Cao Ly Thành Tông bỏ niên hiệu riêng, tiến hành dùng niên hiệu của nhà Tống. Ngoài ra Cao Ly Thành Tông còn buộc bá quan Cao Ly gọi mình là "điện hạ", thay vì gọi là "bệ hạ" như trước, vì danh xưng "bệ hạ" chỉ xứng đáng với hoàng đế nhà Tống. Từ đó Cao Ly đã trở thành nước chư hầu của nhà Tống (sau này nhà Triều Tiên cũng dùng cách gọi các vua Triều Tiên là "điện hạ" thay vì "bệ hạ" để tỏ lòng thần phục các triều đại của Trung Quốc). Năm 985, Thái Tông sai sứ giả sang Cao Ly yêu cầu vua Cao Ly Thành Tông phát binh cùng Tống đánh nhà Liêu (đời vua Liêu Thánh Tông). Cao Ly Thành Tông lấy cớ quân đội Cao Ly lâu ngày không được tập luyện, còn yếu kém để từ chối sứ giả nhà Tống.
Đình Mĩ bị diệt, Triệu Phổ đã hết giá trị lợi dụng. Tháng 11 năm 983, Thái Tông bãi chức tể tướng của Triệu Phổ, dời ra trấn Vũ Thắng. Lại bổ nhiệm Lý Phưởng làm Bình chương sự. Năm 986, Triệu Phổ dâng sớ can ngăn cuộc bắc phạt Ung Hi. Tháng 2 ÂL năm 988, Thái Tông cho Triệu Phổ về kinh, lại phong làm Thái bảo, Thị trung, nắm quyền tể tướng. Cũng năm 988, Lý Phưởng bị giáng làm Hữu bộc xạ, Lã Mông Chánh lên thay chức của ông ta. Năm 991, Lã Mông Chánh vì việc của Tống Hãng bị bãi chức, Thái Tông lại dùng Lý Phưởng làm Bình chương sự. 
Năm 992, tể tướng Triệu Phổ chết, thọ 71 tuổi. Cùng năm 992, vua Cao Ly Thành Tông của nước Cao Ly cử Từ Hi (Seo Hui) tham gia đoàn ngoại giao của Cao Ly sang Tống (đời vua Tống Thái Tông) để tái lập quan hệ ngoại giao giữa Cao Ly và nhà Tống. Sang năm 993 quân đội nhà Liêu (đời vua Liêu Thánh Tông) xâm lược Cao Ly, buộc Cao Ly cắt đứt ngoại giao với nhà Tống thì mới chịu rút quân về. Vua Cao Ly Thành Tông kêu gọi đồng minh quân sự là nhà Tống (đời vua Tống Thái Tông) giúp đỡ, song không có sự hỗ trợ nào của nhà Tống đối với Cao Ly. Cao Ly dù giành chiến thắng trước quân Liêu nhưng vẫn phải trở thành chư hầu cho nhà Liêu. Năm 994, trao đổi ngoại giao theo thường lệ giữa nhà Liêu và Cao Ly được bắt đầu, còn mối quan hệ giữa Cao Ly và nhà Tống không thể ấm lên. Tuy nhiên sau đó, vua Cao Ly Thành Tông vẫn tiếp tục bang giao với nhà Tống vào năm 994.
Năm 996, Lý Phưởng cũng qua đời., Lã Đoan được bổ nhiệm làm thủ tướng.

### Lập tự và qua đời

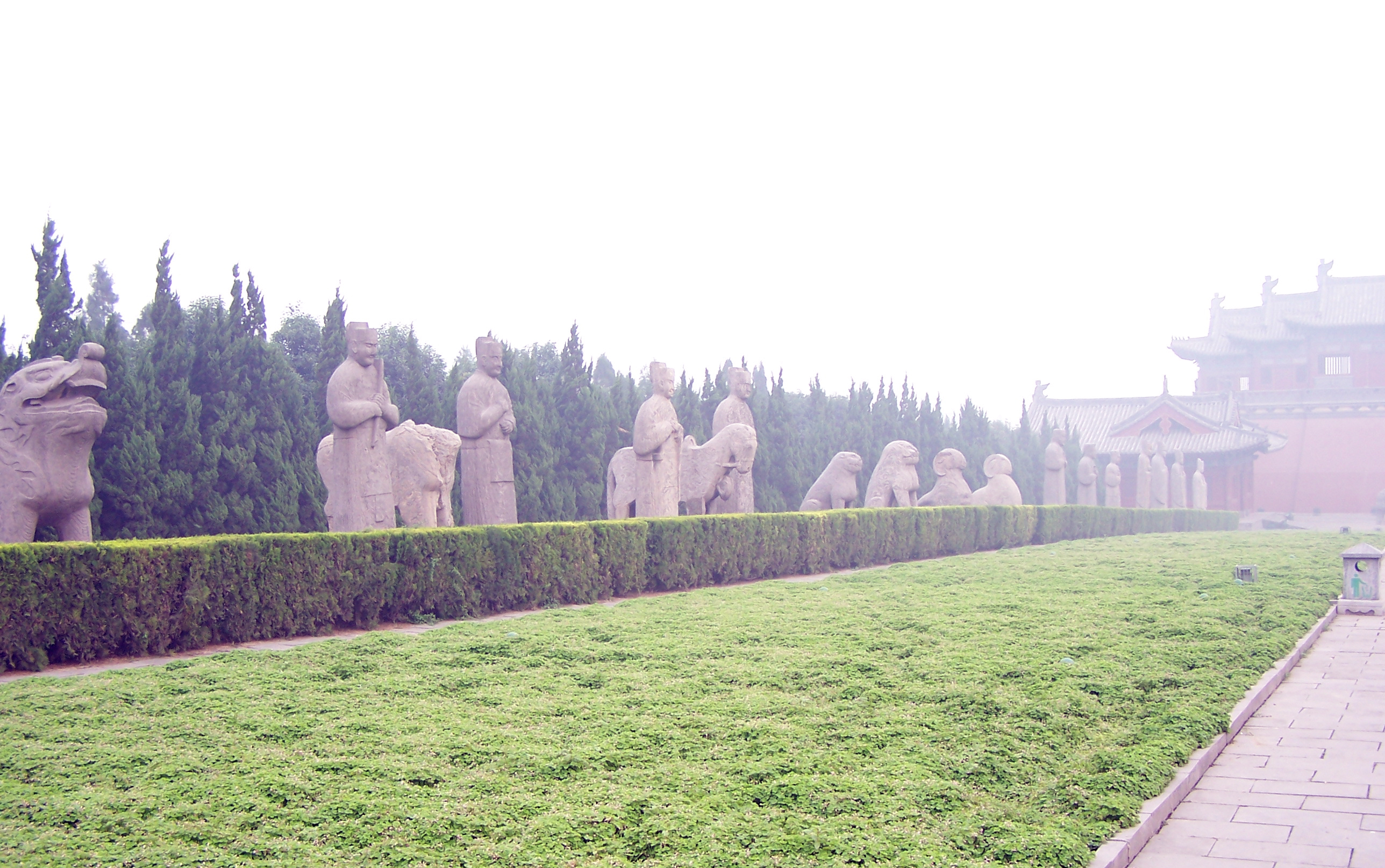
Vĩnh Hy Lăng, lăng mộ của Tống Thái Tông

Năm 984, Thái Tông lập con gái Lý Xử Vân làm Hoàng hậu. Lý Hoàng hậu đoan trang diễm lệ, nhân từ độ lượng, là bậc Mẫu nghi thiên hạ. Năm 995, Khai Bảo Hoàng hậu Tống thị qua đời, Thái Tông không những không để tang, mà còn mệnh quần thần không đến dự lễ. Tang lễ không tiến hành theo nghi thức dành cho Hoàng hậu, mà đưa bài vị về phủ đệ của Yến Quốc Đại Trưởng Công chúa, em gái của Tống Thái Tổ, chỉ an táng theo nghi lễ nhà Phật, không cho hợp táng cùng Thái Tổ, không bày bài vị ở Thái miếu. Hàn lâm Học sĩ Vương Vũ Xứng nói rằng như vậy là trái lễ. Thái Tông tức lắm, đày Vũ Xưng ra Trừ châu. Cũng năm đó, có đại thần Phùng Chửng dâng sớ xin lập tự, Thái Tông liền đày Phùng Chửng ra Lĩnh Nam.
Thái Tông có chín người con trai; trong đó ông yêu quý nhất là Hoàng trưởng tử Triệu Nguyên Tá. Thái Tông có ý lập Nguyên Tá làm Thái tử, nhưng Nguyên Tá vốn thân với tứ thúc Đình Mĩ, thấy việc làm của Thái Tông, có ý bất mãn, lâu ngày sinh bệnh, thần trí không tỉnh táo, đến nỗi một hôm phóng hỏa đốt phủ đệ, do vậy Nguyên Tá mất lòng Thái Tông và bị phế làm thứ nhân. Thái Tông lại định lập người con thứ 5 là Nguyên Kiệt, nhưng vì Nguyên Kiệt bất kính với thầy là Diêu Đản, nên cũng không được lập. Bấy giờ Hoàng tử thứ hai là Nguyên Hi mất sớm, nên Hoàng tử thứ ba Nguyên Khản trở thành sự lựa chọn hàng đầu.
Tháng 8 ÂL năm nguyên niên Chí Đạo (995), nhân Khấu Chuẩn ở Thanh châu về triều dâng sớ đề nghị lập tự, Thái Tông quyết định lập Nguyên Khản làm Thái tử, đổi tên là Triệu Hằng. Thái Tông tổ chức nghi lễ lập Thái tử rất long trọng, đây là nghi lễ lập tự đầu tiên sau gần 100 năm kể từ cuối Đường, vì trong nước trước kia chiến loạn liên miên. Lại lệnh Lý Hàng, Lý Chi làm tân khách của Thái tử. Thái tử lấy lễ thầy trò đối với họ, khi gặp thì bái chào. Thái Tông thấy đích tôn của Thái Tổ là Duy Cát trước nay vẫn bị câu thúc trong cung, sợ thiên hạ có dị nghị, nên cho thả ra và ban cho quan tước.
Ngày 8 tháng 5 năm 997 (29 tháng 3 ÂL), Thái Tông qua đời, ở ngôi 21 năm, thọ 59 tuổi. Tuyên chánh sứ Vương Kế Ân và Lý Hoàng hậu cùng bọn Lý Xương Linh, Hồ Đán âm mưu với nhau, định phế bỏ Thái tử, lập Triệu Nguyên Tá lên ngôi cho dễ khống chế, nhưng Tể tướng Lã Đoan cản lại kịp lúc, phò Thái tử lên ngôi, tức là Tống Chân Tông.
Ông được dâng thụy hiệu đầy đủ Chí Nhân Ứng Đạo Thần Công Thánh Đức Văn Vũ Duệ Liệt Đại Minh Quảng Hiếu Hoàng đế (至仁應道神功聖德文武睿烈大明廣孝皇帝), an táng tại Vĩnh Hy Lăng (永熙陵).

## Nhận định
Ông là người có công thống nhất Trung Nguyên, khuyến khích khai hoang và xây dựng các công trình thủy lợi. Về mặt đối nội thì dốc lòng giải quyết công việc chính trị, quan tâm đến đời sống của nhân dân, hoàn thiện chế độ thi cử và cho biên soạn nhiều sách vở. Nhưng hai lần chinh phạt Liêu của ông đều thất bại, và từ triều đại của ông thì phân hóa giàu nghèo giữa các tầng lớp trong xã hội bắt đầu rõ rệt.

## Gia quyến
- Cha: Tuyên Tổ Chiêu Vũ Hoàng đế Triệu Hoằng Ân (宣祖昭武皇帝赵弘殷, 899 - 956).
- Mẹ: Chiêu Hiến Thái hậu Đỗ thị (昭憲太后杜氏, 902 - 961).

### Hậu phi

#### Hoàng hậu
1. Thục Đức Hoàng hậu Doãn thị (淑德皇后尹氏), nguyên quán ở huyện Nghiệp, Tương Châu, con gái của Thứ sử của Trừ Châu Doãn Đình Huân (尹廷勛). Nguyên phối, mất trước khi Tống Thái Tông lên ngôi. Không con
2. Ý Đức Hoàng hậu Phù thị (懿德皇后符氏, 941 - 975), nguyên quán ở Uyển Khâu thuộc Trần Châu, con gái Phù Ngạn Khanh (符彦卿), Kế thất, mất trước khi Tống Thái Tông lên ngôi. Không con
3. Minh Đức Hoàng hậu Lý thị (明德皇后李氏, 960 - 1004), người Lộ Châu, Thượng Đảng, con gái Thứ sử Tri Châu Lý Xử Vân (李处耘). Kế thất thứ ba nhưng là Hoàng hậu tại vị duy nhất của Tống Thái Tông. Tống Chân Tông tức vị được tôn làm Hoàng thái hậu. Không con
4. Nguyên Đức Hoàng hậu Lý thị (元德皇后李氏, 943 - 977), còn gọi Lý Hiền phi (李賢妃), nguyên quán ở Chân Định, con gái của Càn Châu Phòng ngự sử Lý Anh (李英). Vốn là thứ thiếp của Tống Thái Tông, Thái Tông tức vị phong Phu nhân (夫人). Sinh Hán Cung Hiến vương Triệu Nguyên Tá, Tống Chân Tông Triệu Hằng và 2 Hoàng nữ chết non.

#### Phi tần
1. Quý phi Tôn thị (貴妃孫氏), con gái đại tướng quân Tôn Thủ Vĩ (孙守炜). Nhập cung năm Thái Bình Thiên Quốc thứ 2 (977) , năm sau tấn Tài nhân (贵妃) , năm Thái Bình Thiên Quốc thứ 8 tấn vị Quý phi (貴妃).
2. Quý phi Tang thị (貴妃臧氏) , nguyên là cung nữ của Nam Đường Hậu Chủ , sau khi Hậu Chủ qua đời thì nhập cung hầu Thái Tông. Tháng 4 năm Đoan Cung thứ 2 (989) tấn Mỹ nhân (美人) hàm Tứ phẩm , năm Chí Bảo thứ 2 (997) tấn Chiêu dung (昭容) hàm Nhị phẩm. Chân Tông lên ngôi , năm Đại Trung Tường Phủ thứ 6 tôn làm Thuận nghi (顺仪) , năm Thiên Hi thứ 2 (1018) tấn Thục nghi (淑仪) , Càn Hành nguyên niên (1022) tấn Quý phi (貴妃). Không rõ hậu sự , sinh một trai hai gái.
3. Quý phi Phương thị (貴妃方氏 , ? - 1022) , sơ phong Tân An Quận quân (新安郡君). Chân Tông lên ngôi , tôn vị Mỹ nhân (美人) , Càn Hành nguyên niên (1022) tấn Tiệp dư (婕妤). Qua đời truy tặng Chiêu viên (昭媛) , Thục phi (淑妃) rồi Quý phi (貴妃). Là mẹ của Kinh Quốc Thái Trưởng Công chúa.
4. Đức phi Chu thị (德妃朱氏 , ? - 1035) , nguyên là Thị nữ , sơ phong Huyện quân (县君). Năm Thiên Hi thứ 2 (1018) tôn vị Thục dung (淑容) , Càn Hành nguyên niên (1022) tôn Thục nghi (淑儀) , sau tấn Đức phi (德妃) , hai năm sau qua đời.
5. Đức phi Vương thị (德妃王氏) , sơ phong Kim Thành Quận quân (金城郡君). Năm Thiên Hi thứ 2 (1018) tôn vị Mỹ nhân (美人) , Càn Hành nguyên niên (1022) tôn Tiệp dư (婕妤) , năm 1031 tôn vị Chiêu viên (昭媛) , sau truy phong Đức phi (德妃). Là mẹ của Chu Cung Túc vương Triệu Nguyên Nghiễm.
6. Hiền phi Cao thị (賢妃高氏) , nhập cung năm Thái Bình Thiên Quốc thứ 2 (977) , năm sau tấn Tài nhân (贵妃) , năm Chí Đạo thứ 3 (997) tấn Tu dung (修容) rồi Chiêu dung (昭容). Chân Tông kế vị , tôn vị Thục nghi (淑儀) , qua đời truy tặng Hiền phi (賢妃).
7. Hiền phi Thiệu thị (賢妃邵氏 , ? - 1016) , hầu hạ Thái Tông từ Tiềm đệ. Sơ phong Bác Lăng Huyện quân (博陵县君) rồi Lang Da Quận phu nhân (琅琊郡夫人). Qua đời được truy tặng Thái nghi (太仪) rồi Hiền phi (賢妃).
8. Thái nghi Nhâm thị (太儀任氏) , sinh Thương Cung Tĩnh vương Triệu Nguyên Phân , truy phong Thái nghi (太儀).
9. Thục nghi Lý thị (淑儀李氏) , ban đầu là Thượng cung (尚宮).
10. Thục nghi Ngô thị (淑儀呉氏 , ? - 1007) , năm Thái Bình Hưng Quốc thứ 4 (979) nhập cung. Chân Tông kế vị , tôn vị Chiêu dung (昭容). Qua đời truy tặng Thục nghi (淑儀).

### Hoàng tử
1. Hán Cung Hiến vương Triệu Nguyên Tá (汉恭宪王赵元佐, 965 - 1027, mẹ là Nguyên Đức hoàng hậu, tên thật Triệu Đức Sùng (赵德崇). Được Thái Tông yêu quý, phong làm Vệ vương (卫王), sau cải Sở vương (楚王). Về sau bất mãn với Thái Tông mà bị phế làm thứ dân. Sau khi qua đời, Tống Chân Tông em ruột của ông truy phong làm Tề vương (齐王), Nguỵ vương (魏王) rồi Hán vương (汉王). Sau Huy Tông ban thuỵ Cung Hiến (恭宪).
2. Chiêu Thành Thái tử Triệu Nguyên Hy (昭成太子赵元僖, 966 - 992), không rõ mẹ, tên thật Triệu Đức Minh (赵德明). Năm 16 tuổi được phong Quảng Bình Quận vương (广平郡王), 1 năm sau được cải danh Triệu Nguyên Hữu (赵元佑), phong Trần vương (陈王). Năm 986, cải danh thành Triệu Nguyên Hy, 3 năm sau cải phong Hứa vương (许王) rồi được lập làm Thái tử. Thái tử cẩn trọng, không sơ suất trong công việc. Năm 992, Thái tử qua đời, Thái Tông rất đau buồn, ban thuỵ là Cung Hiếu (恭孝). Chân Tông lên ngôi cải thuỵ thành Chiêu Thành (昭成).
3. Tống Chân Tông Triệu Hằng, mẹ là Nguyên Đức hoàng hậu.
4. Thương Cung Tĩnh vương Triệu Nguyên Phân (商恭靖王赵元份, 969 - 1005), mẹ Nhâm Thái nghi , nguyên danh Triệu Đức Nghiêm (赵德严), là ông nội của Tống Anh Tông sau này. Năm 983, cải danh Triệu Nguyên Tuấn (赵元俊), phong Ký vương (冀王). 3 năm sau cải danh Triệu Nguyên Phân (赵元份), phong Việt vương (越王). Chân Tông cải phong Ung vương (雍王). Sau khi qua đời được ban thụy Cung Tĩnh (恭靖), truy phong Vận vương (郓王), Trần vương (陈王), Nhuận vương (润王) rồi Lỗ vương (鲁王). Sau Huy Tông cải làm Thương vương (商王).
5. Việt Văn Huệ vương Triệu Nguyên Kiệt (越文惠王赵元杰, 972 - 1003), không rõ mẹ, nguyên danh Triệu Đức Hoà (赵德和). Năm 983, cải danh Triệu Nguyên Kiệt (赵元杰), phong Ích vương (益王). Năm 994 cải phong Ngô vương (吴王). Chân Tông phong Cổn vương (衮王). Sau khi qua đời được truy phong An vương (安王), ban thụy Văn Huệ (恭靖), không con. Nhân Tông cải phong Hình vương (邢王) rồi Trần vương (陈王). Sau Huy Tông cải tiếp làm Việt vương (越王). Có chính thất là Yến quốc Phu nhân Trương thị (燕国夫人张氏 , ? - 1017). Có bốn con trai nhưng đều chết yểu , Tống Nhân Tông lấy cháu của Cung Hiến vương , con trai của Triệu Duẫn Ngôn (赵允言) là Triệu Tông Vọng (赵宗望) làm con thừa tự.
6. Trấn Cung Ý vương Triệu Nguyên Ác (镇恭懿王赵元偓, 977 - 1018), không rõ mẹ, tự là Hy Đạo (希道). Năm 11 tuổi được phong Từ quốc công (徐国公). Chân Tông thăng làm Bành Thành Quận vương (彭城郡王), sau phong làm Tương vương (相王). Năm 1017, cải phong tiếp làm Từ vương (徐王). Năm 1018, Từ vương qua đời, được truy phong Đặng vương (邓王), ban thụy Cung Ý (恭懿). Nhân Tông cải phong Mật vương (密王), Tô vương (蘇王). Anh Tông cải làm Hàn vương (韓王). Triết Tông lại truy phong Yên vương (燕王) rồi tới Trấn vương (镇王). Có chính thất là Từ quốc Phu nhân Tống thị (徐国夫人宋氏) mất năm Hàm Bình thứ 2 (999) , kế thất Ngụy quốc Phu nhân Hà thị (魏国夫人贺氏) mất năm Càn Hưng nguyên niên (1022) , có một con trai duy nhất là Triệu Duẫn Bật (趙允弼 , 1008 - 1069) tập tước.
7. Sở Cung Huệ vương Triệu Nguyên Tái (楚恭惠王赵元侢, 981 - 1014), mẹ là Tang Quý phi , tự Linh Văn (令闻). Thể chất ốm yếu từ nhỏ, hay mắc bệnh. Lên 7 tuổi được phong Kính quốc công (泾国公). Chân Tông thăng làm An Định Quận vương (安定郡王), sau phong Thư vương (舒王). Qua đời được truy phong Tào vương (曹王), ban thụy Cung Huệ (恭惠). Nhân Tông cải phong Hoà vương (華王). Anh Tông cải làm Thái vương (蔡王). Triết Tông truy phong làm Sở vương (楚王). Có một con trai nhưng chết yểu , lệnh Triệu Tông Đạt (赵允升) làm con thừa tự.
8. Chu Cung Túc vương Triệu Nguyên Nghiễm (周恭肃王赵元俨), mẹ là Vương Đức phi. Chính thất là Vương phi Trương thị (王妃张氏) , con gái Chương Đức quân Tiết độ sứ Trương Vĩnh Đức (张永德) phong Kỳ quốc , Tấn quốc Phu nhân rồi truy tặng Ngụy quốc Phu nhân. Có bốn trai hai gái.
9. Sùng vương Triệu Nguyên Ức (崇王赵元亿), chết non. Chân Tông ban danh là Triệu Nguyên Ức, truy phong Đại quốc công (代国公). Anh Tông truy phong An Định Quận vương (安定郡王). Huy Tông cải phong Sùng vương (崇王)

### Hoàng nữ
1. Đằng Quốc Công chúa (滕国公主), chết non
2. Từ Quốc Thái Trưởng Công chúa (徐国大长公主, ? - 990), lấy Tả vệ Tướng quân Ngô Nguyên Ỷ (吴元扆). Sau tặng Anh Huệ Đại Trưởng Đế cơ (英惠大长帝姬).
3. Bân Quốc Thái Trưởng Công chúa (邠国大长公主, ? - 983), Thái Bình Hưng Quốc năm thứ 7 xuất gia làm ni cô, hiệu Viên Minh Đại sư (员明大师).
4. Dương Quốc Thái Trưởng Công chúa (扬国大长公主, ? - 1033), mẹ Quý phi Tang thị, lấy Tả vệ Tướng quân Sài Tông Khanh (柴宗庆). Sau tặng Hòa Tĩnh Đại Trưởng Đế cơ (和靖大长帝姬).
5. Ung Quốc Thái Trưởng Công chúa (雍国大长公主, ? - 1004), lấy Hữu vệ Tướng quân Vương Di Vĩnh (王贻永). Sau tặng Ý Thuận Đại Trưởng Đế cơ (懿顺大长帝姬).
6. Vệ Quốc Thái Trưởng Công chúa (卫国大长公主, ? - 1024), mẹ Quý phi Tang thị, xuất gia, hiệu Báo Từ Chính Giác Đại sư (报慈正觉大师). Sau tặng Từ Minh Đại Trưởng Đế cơ (慈明大长帝姬).
7. Kinh Quốc Thái Trưởng Công chúa (荆国大长公主, 988 - 1051), mẹ Quý phi Phương thị, lấy Phò mã Đô úy Lý Tuân Úc (李遵勖). Sau tặng Hiến Mục Đại Trưởng Đế cơ (献穆大长帝姬).